# Bouse (héraldique)
Pour les articles homonymes, voir Bouse (homonymie).

De gueules, à trois bouses.

La bouse, parfois nommée chantepleure, est une représentation stylisée d'un récipient double servant à transporter de l'eau. Très rare en France, elle se rencontre surtout en Grande-Bretagne sous le nom de oges ou waterbourgets.